# 紫花裸茎绒果芹
紫花裸茎绒果芹（学名：Eriocycla nuda var. purpurescens）为伞形科绒果芹属裸茎绒果芹的变种。分布在中国大陆的西藏等地，目前尚未由人工引种栽培。